# Colhuacan

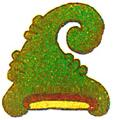
Toponímico de Colhuacan

Colhuacan (del náhuatl: Kolwahkan ‘Lugar de los colhuas’), hispanizado Culhuacán, fue un antiguo señorío que se encontraba al pie del Cerro de la Estrella, en el centro de México. Las fuentes mexicas y texcocanas dicen que Colhuacan fue fundado por los toltecas, que la convirtieron en su primera capital; sin embargo, Chimalpahin y las investigaciones arqueológicas posteriores ponen de manifiesto que el asentamiento ya existía antes de la llegada de los toltecas al valle de México.
Fue fundado al final del período Clásico de Mesoamérica, como resultado de la dispersión demográfica que sufrió Teotihuacán en la época de su declive. Sus habitantes eran portadores de la cultura de la gran metrópoli, y esa era una de las causas de su gran prestigio. La legitimación de los tlatoanis de México-Tenochtitlan se debió a su relación con el linaje gobernante de Colhuacan.

## Toponimia

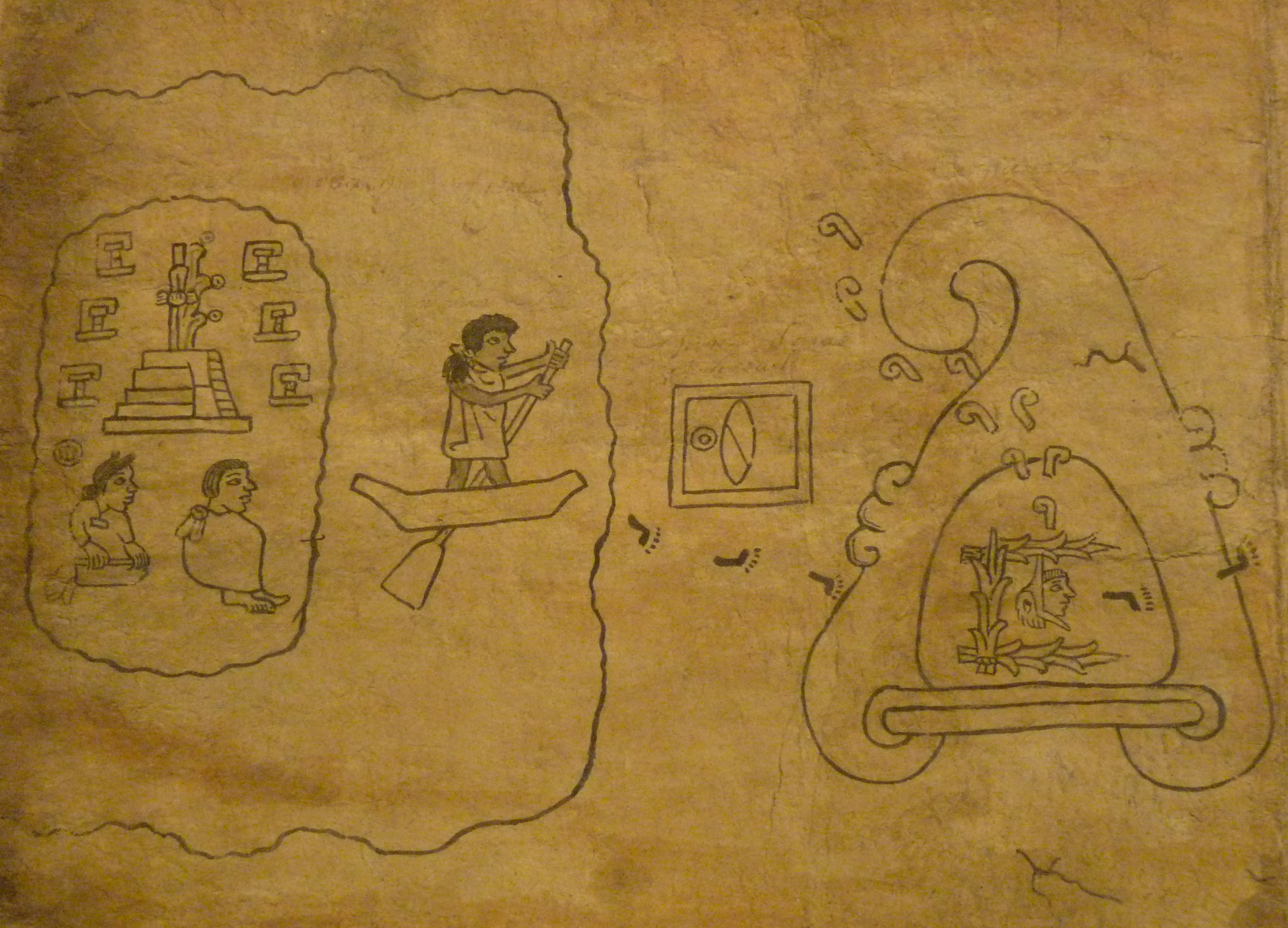
Representación del glifo Colhuacan (der.) en el primer folio de la Tira de la Peregrinación. En la historia de los pueblos mesoamericanos, Colhuacan está relacionado con el origen de diversas ciudades. En este documento mexica, Teocolhuacan (Colhuacan el Viejo) es el sitio donde se manifiesta Huitzilopochtli.

Colhuacan es un topónimo de origen náhuatl que ha sido objeto de varias interpretaciones. Laurette Séjourné sugería que Colhuacan significa 'En la montaña curva', y relaciona este topónimo con el cerro de la Estrella, en cuyo piedemonte se encuentra el asentamiento. De hecho, para Séjourné la ciudad y la montaña compartían el mismo nombre en la época precolombina. Cecilio Robelo relaciona el topónimo con los colhuas, una de las tribus nahuas, y dice que el topónimo original debió ser Teocolhuacan 'Colhuacan el Viejo', 'Lugar de los colhuas', que también aparece mencionado en la Crónica Mexicáyotl de Fernando de Alva Ixtlilxóchitl. Montemayor y colaboradores dicen que el topónimo deriva de Coltzin 'Coltzin, Dios Torcido'; -hua 'posesivo' y -can 'locativo'. Así, se traduciría como 'Lugar de los que adoran a Coltzin'.

## Historia de los colhuas
Los colhuas conformaron un señorío que tuvo un papel importante en los primeros años de los aztecas en el valle de México. De hecho, las investigaciones arqueológicas en los alrededores de lo que fue la ciudad de Colhuacan prehispánica, indican una serie de asentamientos desde el periodo clásico, con una enorme influencia de Teotihuacán. 
Su población original al parecer fue de filiación otomangue. Según Chimalpain el grupo fundador se asienta en el año 670 d. C., dominando supuestamente a las seis ciudades más importantes de la región: Xochimilco, Cuitlahuac, Mizquic, Coyohuacan, Ocuilan y Malinalco. Este tipo de datos en las fuentes son en realidad una conveniencia política, con la que tratan de establecer una relación con otros grupos en un nivel profundo de su historia y sus orígenes. Después de su asentamiento son regidos por cuauhtlahtos, comenzando su linaje en 717 eligiendo a Huehue Topiltzin Nauhyotzin como primer tlahtoani. Arqueológicamente es sabido que Tula es fundada cerca del 650, por lo que el desarrollo de toltecas y colhuas es relativamente paralelo, así es confirmado por los documentos que nos hablan de una Excan Tlahtoloyan (Triple Alianza) primigenia, formada por Colhuacan, Tollan y Otompan (Otumba) que inicia en 856. Esta unión dura hasta 1047, cuando surgen nuevas ciudades que cobran importancia y comienzan a sustituir a las viejas; de esta manera Azcapotzalco toma el lugar de Otompan y Coatlichan el de Tollan en la confederación.
La ciudad de Tula se convertirá en la potencia heredera de Teotihuacán en el altiplano central, dominando e influyendo a las pequeñas capitales, durante su crecimiento promueve la "nahuatlización" y la imposición ideológica de lo zuyuano. Repercutiendo en los colhuas que cambian su linaje otomangue por uno "chichimeca". Así, en el año 1186 sube al poder Mallatzin y empieza una lenta perdida de poder militar, al final, Colhuacan se convierte en el símbolo del último reducto tolteca, lo que le dará fama ya en tiempos mexicas.
En 1151 los acolhuas ya se habían hecho presentes (según Ixtlilxochitl), cuando Xolotl conquistó Colhuacan e impuso a Achitomecatl. Otra derrota e imposición sufren en 1245, momento en el que incluso intervienen los mexitin. La Triple Alianza nuevamente cambia al entrar los acolhuas en el control del valle de México, cuando Quinatzin cambia su capital de Tenayuca a Tetzcoco en 1272, sustituyendo esta última a Cohuatlichan.
Los colhuas viven su último momento de poder cuando trataron de contener la extensión de los mexicas hacia el sur, en 1299. Utilizan a los mexitin contra Xochimilco en 1302, como compensación les dan ciertas libertades que a la larga serán contraproducentes. En 1307 a la muerte de Coxcox se implanta un "caudillaje" (cuauhtlahtolloc), que los debilita por completo, siendo atacados por los mexicas en 1323. En 1347 Colhuacan pierde todo al pasar a ser tributarios de Mexihco-Tenochtitlan y ceder su lugar en la Excan Tlahtoloyan. Después de 1380 la ciudad es opacada por el apogeo de Iztapalapa.

## Tlahtohqueh Cōlhuahcān
Los señores de Colhuacan son enlistados principalmente en dos fuentes; en los Anales de Cuauhtitlan y en los textos recopilados por Domingo Chimalpahin (Las ocho relaciones, el Memorial de Colhuacan, el Códice Chimalpahin). Las listas aunque bastante similares, presentan una oposición cronológica, que ha dado origen a dos versiones, sobre todo que afectan los relatos de la migración mexica, haciéndola más confusa de lo que es.
En la secuencia de los Anales de Cuauhtitlan, íntimamente ligados a los escritos franciscanos elaborados a solicitud de Juan Cano (Origen de los mexicanos, Relación de la genealogía), se pone énfasis en la presencia de Achitometl poco antes de la fundación México, mientras en la documentación de Chimalpahin se resalta a Coxcoxtli y la derrota de los mexicas en Chapoltepec en 1299. La consecuencia directa de estas dos versiones es que la secuencia aceptada por Chimalpahin coloca la fundación en 1325, la más reconocida; mientras que los Anales nos orienta a colocarla en 1364. Al respecto, los mismos Anales de Cuauhtitlan caen en contradicción al mencionar que Tenochtitlan se funda en 1318.
A continuación ofrecemos la lista y la secuencia como aparece en Chimalpahin.
| Período                         | Nombre en náhuatl            | Significado en castellano         |
| Primera lista. Linaje mítico    | Primera lista. Linaje mítico | Primera lista. Linaje mítico      |
| ------------------------------- | ---------------------------- | --------------------------------- |
| 717-763                         | Huehue Nauhyotzin            | El que posee cuatro               |
| 763-845                         | Nonohualcatl I               | El del lugar de los mudos         |
| 845-904                         | Yohuallatonac                | Brillo nocturno                   |
| 904-953                         | Quetzalacxoyatzin            | Abetos de plumaje de quetzal      |
| 953-985                         | Chalchiuhtlatonac            | Brillo de jade                    |
| 985-1026                        | Totepeuh                     | Nuestro cerro                     |
| 1026-1072                       | Nauhyotzin II                | El que posee cuatro               |
| Segunda lista                   |                              |                                   |
| 1072-1129                       | Cuauhtexpetlatzin            | Estera de polvo de águila         |
| 1130-1150                       | Nonohualcatl II              | El del lugar de los mudos         |
| 1151-1171                       | Achitomecatl                 | Pequeño maguey                    |
| 1172-1185                       | Cuauhtlatonac                | Brillo de águila                  |
| (Dinastía chichimeca)           |                              |                                   |
| 1186-1200                       | Mallatzin                    | Venerable red                     |
| 1200-1235                       | Cuauhtlahtolloc              | interregno                        |
| 1235-1245                       | Chalchiuhtlatonac II         | Brillo de jade                    |
| 1245-1252                       | Cuauhtlix                    | rostro de águila                  |
| 1252-1259                       | Yohuallatonac Telpochtli     | Brillo nocturno, el joven         |
| 1260-1269                       | Tziuhtecatl                  | Cara de agua                      |
| 1269-1281                       | Xihuitltemoc                 | Cometa que desciende              |
| 1281-1307                       | Coxcoxtli                    | Faisán                            |
| 1307-1323                       | Cuauhtlahtolloc              | interregno                        |
| 1323-1336                       | Huehue Acamapichtli          | El que empuña las cañas, el viejo |
| 1336-1347                       | Achitomecatl Teomecatl II    | Pequeño maguey, linaje divino     |
| Tercera lista. Dinastía mexica. |                              |                                   |
| 1347-1413                       | Nauhyotl III                 | El que posee cuatro               |
| 1413-1439                       | Acoltzin                     | El venerable esforzado            |
| 1440-1473                       | Xilomantzin                  | Ofrenda de jilotes                |
| 1473-1482                       | Tlatolcatzin                 | El que posee la palabra           |
| 1482-1521                       | Tezozomoctli                 | El que se enoja fuerte            |